# Monday Evening Concerts

Les Monday Evening Concerts, fondés en 1939 à Los Angeles sous le patronage d’Arnold Schönberg et d’Igor Stravinsky, sont aujourd’hui une institution majeure consacrée aux musiques modernes et contemporaines. Dans les années 1950, le compositeur français Pierre Boulez a joué un rôle important dans l'évolution de ces séries de concerts de musique de chambre.

## Histoire

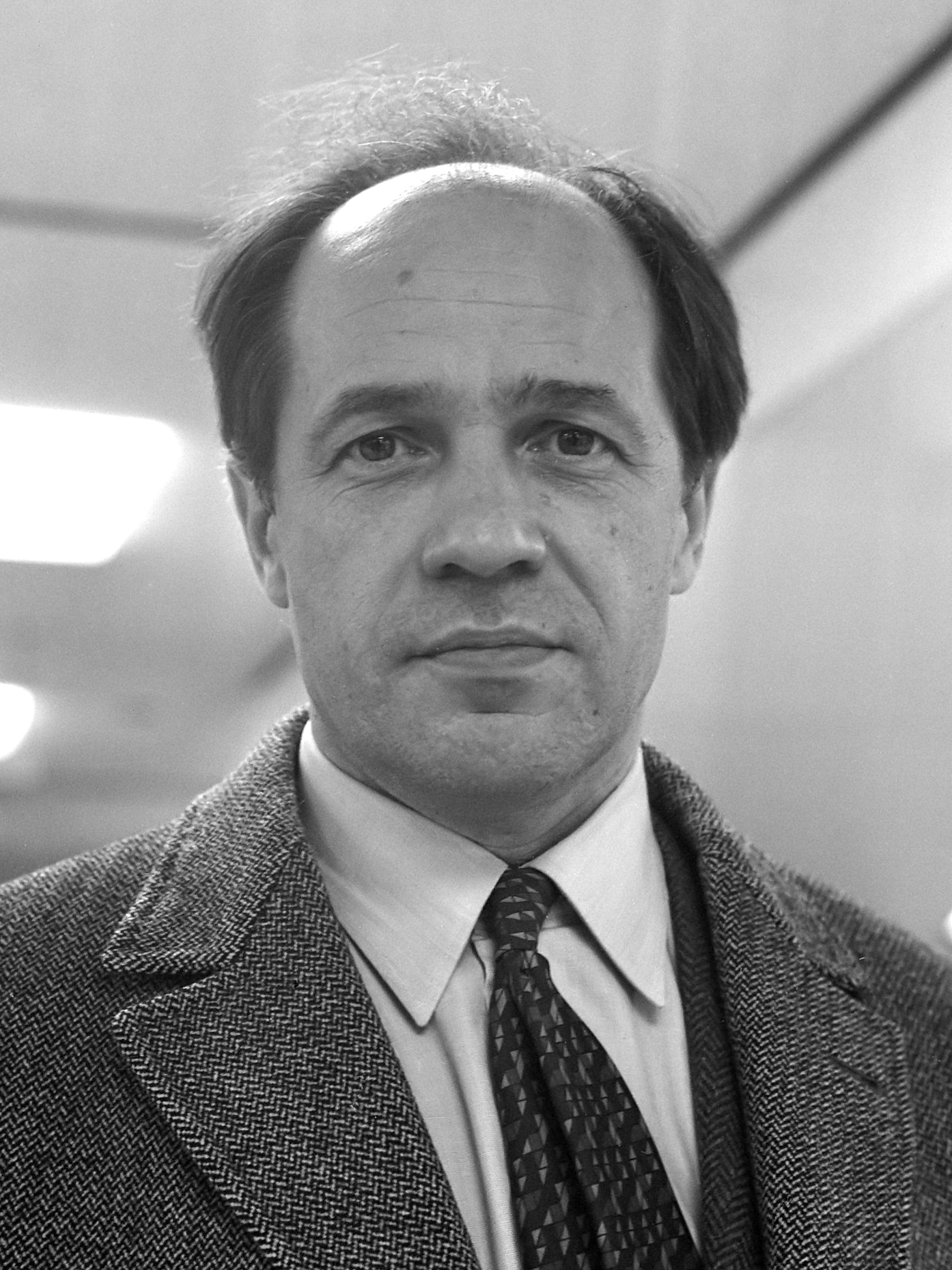
Pierre Boulez, en février 1968.

L'histoire de ces concerts débute le 23 avril 1939, lorsque Peter Yates se lance dans un programme musical consacré cette année-là entièrement à Béla Bartók, dans son studio situé sur le toit de sa modeste demeure de Silver Lake. Avec sa femme Frances Mullen, Peter Yates met chaque année Arnold Schönberg au programme de ces concerts de 1940 à 1954, consacrant même à Schoenberg la totalité des concerts de 1948.
À partir de 1954, Peter Yates se retire, pour être remplacé par Lawrence Morton (un ami de Stravinsky) à la tête de ces « concerts sur le toit », les « Roof concerts ». C'est à cette date que les « Roof concerts » prennent le nom de « Monday Evening Concerts ». Pour en relancer l'attractivité, Lawrence Morton s'appuie sur Igor Stravinsky, dont des œuvres figurent désormais au programme de chaque année, jusqu'en 1969, date à laquelle Morton part pour New York.
C'est lors d'un séjour en Californie (à la fin de 1957 ou au début de 1958) que Pierre Boulez assiste à une répétition des Monday Evening Concerts ; à l'invitation de Robert Craft (un des fondateurs des Monday Evening Concerts), Boulez dirige alors son œuvre Le Marteau sans maître.